# Edelbert Dinha
Edelbert Dinha (Salisbury, 14 marzo 1979) è un allenatore di calcio ed ex calciatore zimbabwese, di ruolo centrocampista, tecnico dello Shumba.

## Carriera

### Giocatore

#### Club
Ha cominciato a giocare in patria, al Darryn T. Nel 1994 ha giocato al CAPS United, per poi trasferirsi in Polonia, al Sokół Pniewy. Nel 1995 è stato acquistato dal Sokół Tychy. Nel 1996 è tornato in patria, al CAPS United. Nel 1998 si è trasferito in Sudafrica, al Seven Stars. Nel 1999 è passato all'Ajax Cape Town. Nel 2002 è stato acquistato dall'Orlando Pirates. Nel 2006 è passato all'AK. Rimasto svincolato, nel febbraio 2008 viene ingaggiato dal Mpumalanga Black Aces con cui ha concluso, nel 2009, la propria carriera.

#### Nazionale
Ha debuttato in Nazionale nel 1997. Ha partecipato, con la Nazionale, alla Coppa d'Africa 2006. Ha fatto parte della rosa della Nazionale fino al 2006.

### Allenatore
Nell'ottobre 2012 ha firmato un contratto con lo Shumba, squadra sudafricana.